# 郭俊 (明朝)
郭俊（1562年—1586年），字公籲，號青坪，陝西西安府渭南縣人，軍籍，明朝政治人物。

## 生平
萬曆十三年（1585年）乙酉科陝西鄉試第五名，萬曆十四年（1586年）丙戌科會試二百七十六名，登二甲第六十二名進士。都察院觀政，本年五月病卒。

## 家族
曾祖父郭爵，曾任舉人；祖父郭朱，曾任訓導；父郭圖南，曾任廩生。母孟氏。永感下。弟郭僑（壬子亞魁）、郭伸。